# 雙聖樹
在托爾金（J.R.R. Tolkien）的奇幻小說裡，維林諾雙聖樹（Two trees of Valinor）是指銀樹泰爾佩瑞安（Telperion）及金樹羅瑞林（Laurelin）。在遠古時代，雙聖樹為維拉之地帶來光明。雙聖樹後來被米爾寇及昂哥立安（Ungoliant）毀壞，而泰爾佩瑞安的最後一朵花及羅瑞林的最後一顆果實被維拉創造成月亮和太陽。

## 雙聖樹的創造及毀壞
阿爾達的光芒原本是來自兩盞巨燈（two lamps）：北方銀色的伊露因及南方金色的歐爾莫。兩盞巨燈都被米爾寇破壞。後來，維拉前往維林諾，雅凡娜以歌聲締造了雙聖樹，銀樹泰爾佩瑞安及金樹羅瑞林。泰爾佩瑞安是雄性，羅瑞林是雌性。雙聖樹被安置在維利瑪外的埃澤羅哈（Ezellohar）山丘。只要所有維拉存在，雙聖樹便會生長，由妮娜的淚水灌溉。
泰爾佩瑞安是銀光的來源，羅瑞林是金光的來源。泰爾佩瑞安的葉子是暗色的（其中一面是銀色的），其銀色的露水被收集作水及銀光的泉源。羅瑞林的葉子顏色由暗綠及金色組成，她的露水都是由瓦爾妲收集。
一天有十二小時都須要光線照耀。每顆樹都可持續發光七小時，而其中一個小時會同時出現柔和的金光及銀白的光線。
米爾寇聯同大蜘蛛昂哥立安（屍羅的祖先）破壞雙聖樹，維林諾頓時陷入黑暗。米爾寇擊打雙聖樹，貪婪的昂哥立安吸食雙聖樹的生命力及光線。
雅凡娜的歌聲再次亮起，妮娜哭泣流淚，但她們僅能搶救泰爾佩瑞安最後一朵花（成為月亮）及羅瑞林最後一顆果實（成為太陽）。男性邁雅提里昂及女性邁雅雅瑞恩被指派為泰爾佩瑞安最後一朵花及羅瑞林最後一顆果實護航，分別成為月亮及太陽，故在《魔戒》裡，太陽常被稱為「她」，月亮常被稱為「他」。
雙聖樹的光線據傳藏匿在精靈寶鑽裡。

## 泰爾佩瑞安的繼承者
精靈首次抵達維林諾，特別喜歡泰爾佩瑞安，雅凡娜於是締造了一顆相似的樹在提理安（Tirion），凡雅族及諾多族精靈起初居住的地方。這顆樹被命名為佳拉西理安（Galathilion），它與泰爾佩瑞安的唯一分別就是不會發光。佳拉西理安有許多種子，其中一顆種子叫凱勒鵬，凱勒鵬被栽種在伊瑞西亞島。
第二紀元，凱勒鵬的幼苗被送給努曼諾爾人，那就是聖白樹寧羅斯。聖白樹寧羅斯在努曼諾爾存活了很長的一段時間。索倫控制了努曼諾爾，叫亞爾-法拉松把聖白樹寧羅斯砍掉。
幸好埃西鐸保存了其中一顆聖白樹的果實。這顆果實即是後來的剛鐸聖白樹（White Tree of Gondor）。

## 羅瑞林的繼承者
沒有說明羅瑞林有任何相似的樹木被締造，羅瑞林沒有泰爾佩瑞安那麼受精靈喜愛。推測沒有羅瑞林的後代或相似的樹木存活在中土大陸和阿爾達。貢多林的諾多精靈依據羅瑞林的模樣做了一個雕像，名為格林戈爾（Glingal），由國王特剛制造。

## 重要性
當世界只有星辰為唯一光源的時候，雙聖樹已經存在。為了說服精靈前來維林諾，三名精靈使者被帶領到雙聖樹之前，故雙聖樹對精靈的影響最大。
在大遠行期間，埃盧·庭葛也想看雙聖樹之光（但他在後來遇上美麗安，放棄前往維林諾）。在後來，精靈被分為三類，看過雙聖樹之光的稱為光之精靈、沒有看過雙聖樹之光的稱為黑暗精靈。還有部份精靈被分類為灰之精靈(grey-elves)，這是因為部份精靈本來是想去維林諾，但途中部份精靈因為某些原因而離隊。他們並沒有拒絕去維林諾的意思，但同時他們也沒有到達維林諾，因此被歸類為灰之精靈(詳細資料請看精靈寶鑽爭戰史第三章)
第一紀元的歷史主要講述各方爭奪精靈寶鑽，精靈寶鑽裡含有雙聖樹殘存的光芒。
在第二紀元及第三紀元，努曼諾爾及剛鐸的聖白樹是類泰爾佩瑞安樹的後裔，起重大的象徵意義，作為王國興衰的象徵，紀念登丹人及精靈的聯盟。聖白樹的毀壞也會使王國陷入危機。
雙聖樹可証明宇宙軸的存在，宇宙軸是常見的神話元素，是指天國和地球的關係，神靈的指示會影響地球，如伊露維塔和中土大陸。宇宙軸即是兩者之間的界線，如果宇宙軸受到破壞，世界便會一片渾沌。
許多虛構文學裡也存在宇宙軸的概念，雙聖樹可能是由北歐神話的世界之樹而來。在北歐神話及托爾文的奇幻小說裡，兩者都是構成宇宙的元素，雙聖樹後來變成太陽和月亮。雙聖樹亦讓人聯想到伊甸園的生命樹及善惡知識樹，在這兩個故事裡，這些樹都和神靈有關係。
這很明顯是作為一種象徵。托爾金是一位羅馬天主教徒，一定會接觸基督教的象徵。對托爾金來說，樹木有重大意義，他的短篇故事「尼葛的葉子」講述主角尼葛花費一生的時間畫一棵大樹，寓意托爾金的創作歷程。

## 別名
泰爾佩瑞安及羅瑞林據聞有許多名稱。泰爾佩瑞安又稱為瑟爾佩恩（Silpion）及尼恩奎羅特（Ninquelótë），羅瑞林又稱為瑪麗娜爾妲（Malinalda）及庫露瑞恩（Culúrien）。
托爾金的早期作品（見《中土世界的歷史》）裡，泰爾佩瑞安又名班斯爾及貝西爾。